# کونتالاکسکی گولتس
کونتالاکسکی گولتس (انگلیسی: Kontalaksky Golets) یکی از کوه‌های سیبری جنوبی در سرزمین زابایکالسکی ناحیه فدرالی خاور دور کشور روسیه است.